# Овердаббинг
Овердаббинг (англ. Overdubbing; процесс создания так называемого овердаба, или наложений) — музыкальная техника, используемая в аудиозаписи, при которой музыкальный отрывок записывается и накладывается два или более раз. Эта практика используется для записи вокала, музыкальных инструментов или ансамблей/оркестров.
Во время овердаббинга вокала исполнитель обычно слушает уже записанный дубль (как правило через наушники в студии звукозаписи) и параллельно исполняет новый — на фоне воспроизведения предыдущего, который также записывается на плёнку. Цель состоит в том, что окончательный микс будет содержать комбинацию двух этих «дублей» (англ. dubs). В итоге получается дублирование вокала.
Другим видом овердаббинга является так называемый «трекинг» (англ. «tracking»; или «укладка основных треков»), где сначала записываются треки, содержащие ритм-секцию (как правило, включая ударные), а затем следуют наложения (сольные инструменты, такие как клавишные или гитара, и в самом конце — вокал). Этот метод был стандартным методом для записи популярной музыки с начала 1960-х гг. Сегодня наложение может быть выполнено даже на базовом записывающем оборудовании или типичном ПК, оснащенном звуковой картой, с использованием программного обеспечения digital audio workstation.

## История возникновения
Возможно, самым ранним примером коммерческого выпуска записей с овердаббингом является релиз лейбла RCA Victor в конце 1920-х годов, вскоре после появления электрических микрофонов в студии звукозаписи этой фирмы. Записи покойного на тот момент певца Энрико Карузо все еще хорошо продавались, поэтому руководство RCA приняло решение переиздать некоторые его ранние песни, записанные только под аккомпанемент фортепиано, добавив в них студийный оркестр.
Также предвестником овердаббинга был американский джазовый музыкант Сидней Беше, который применил технику наложения в 1941 году для песен «The Sheik of Araby» и «Blues of Bechet». Мультиинструменталист записал кларнет, сопрано, тенор-саксофон, фортепиано, а также партии баса и ударных для обеих песен, а затем смикшировал каждый инструментальный трек друг на друга, отдельными треками. Записи были выпущены под заголовком «Sidney Bechet’s One Man Band».
В 1948 году эксперименты по микшированию звуковых эффектов и музыкальных инструментов, выполненные Пьером Шеффером на экспериментальной студии Radio Télédiffusion Française в Париже, привели к созданию «Étude aux Tourniquets», первой авангардной композиции, использующей овердаббинг в качестве основного музыкального метода. Композиция была записана и смикширована на грампластинках, так как магнитофоны Шефферу не были доступны. Подобные эксперименты со звуковыми коллажами были проделаны композитором Эдгардом Варезом ещё в 1920-х годах, однако Варез создавал партитуры, впоследствии исполняемые другими музыкантами вживую. С 1949 года Шеффер сочинял и записывал материал вместе с Пьером Анри (Symphonie pour un homme seul, 1950), который, помимо этого, сотрудничал с Варезом в 1954 году. Вместе они экспериментировали с ранними моделями магнитофонов, появившихся в начале 1950-х годов.
Изобретение магнитной аудиоплёнки открыло новые возможности для овердаббинга, в частности, с развитием многодорожечной записи с выборочной синхронизацией. Одна из первых широко известных коммерчески успешных записей с овердаббингом была песня «Confess» певицы Патти Пейдж, выпущенная на лейбле Mercury Records в 1948 году, хотя наложения в ней были сделаны с помощью ацетатных пластинок. На волне популярности этой композиции Пейдж записала песню «With My Eyes Wide Open I’m Dreaming», в которой использовалась та же техника наложения. В примечаниях на обложке сингла было написано «Голоса: Патти Пейдж, Патти Пейдж, Патти Пейдж, Патти Пейдж».
Одним из ранних новаторов овердаббинга был американский музыкант Лес Пол, который начал экспериментировать с этой техникой около 1930 года. Первоначально Пол создавал многодорожечные записи, используя модифицированный дисковый станок, чтобы записывать несколько звуковых дорожек на одном диске, прежде чем начать экспериментировать с аудиоплёнкой, получив один из первых магнитофонов серии Ampex 300 в подарок от певца Бинга Кросби. Его хит «How High The Moon» (добравшийся до вершины чарта Billboard), записанный с его тогдашней женой Мэри Форд, включал значительное количество наложений, наряду с другими студийными методами, такими как фланжер, дилэй, фэйзер и вариспид.
Эксперименты Лес Пола с техникой овердаббинга были переняты многими музыкантами того времени, в частности Бадди Холли. В 1958 году Холли выпустил синглы «Words of Love» и «Listen to Me», которые были записаны с методом наложения дополнительных инструментов и гармоний.
Питер Устинов добавил несколько вокальных дорожек в композицию «Mock Mozart», спродюсированную Джорджем Мартином. В то время на студии Abbey Road Studios не было многодорожечных рекордеров, поэтому использовалась пара монофонических машин. Мартин использовал тот же приём позже для записи выступлений комика Питера Селлерса, на этот раз с использованием стерео машин и панорамирования.

## Примеры использования
Наложения могут быть сделаны по разным причинам. Одна из наиболее очевидных — для удобства; например, если бас-гитарист был временно недоступен, запись и добавление в песню басовой партии могут быть сделаны отдельно. Аналогично, если в студии присутствуют только один или два гитариста, но песня требует нескольких гитарных партий, один гитарист может исполнить и записать как основную (соло), так и ритм-секцию. Овердаббинг также используется для усиления эффекта вокалиста со слабым голосом; дабл-треккинг позволяет певцу с плохой интонацией звучать более гармонично (противоположного эффекта часто добиваются во время использования инструментальных семплов; немного перенастроенный инструмент на другой дорожке может придать звуку более реалистичный оттенок). Эффект используется для придания отдельному вокалисту более плотного звучания. Таким образом, певец будет более эффектно гармонировать со своим собственным вокалом, как хор, только при помощи всего одного дублированного голоса.

## Критика
Иногда овердаббинг расценивается с отрицательной стороны, когда его используют для искусственного повышения музыкальных навыков исполнителя или группы, например, с записанными в студии вставками к концертным записям или бэк-треками, созданными сессионными музыкантами для фактических исполнителей, которым это приписывается. Например, ранние записи группы The Monkees были сделаны сторонними студийными музыкантами, предварительно записывающими их песни (часто в другой студии, а некоторые до того, как группа была вообще сформирована), на которое позднее был наложен вокал участников The Monkees. Несмотря на то, что их песни стали хитами, эта практика вызвала критику со стороны музыкальных журналистов и их коллег по сцене. В частности, Майклу Несмиту не нравилось то, что наложение делает с целостностью музыки группы. Кроме того, работая с продюсером Бутчем Вигом над культовым альбомом Nevermind, лидер Nirvana Курт Кобейн выражал презрение к методу овердаббинга. По словам продюсера, ему удавалось убедить Кобейна использовать эту технику, приводя в пример «Битлов»: «The Beatles делали так повсеместно. Джон Леннон любил, когда его голос звучал с наложениями».